# Hippolyte Vallée
Pour les articles homonymes, voir Vallée (homonymie).
Hippolyte Tranquille Vallée, né le  23 mars 1816 à Cherbourg et mort le 25 décembre 1885 à Paris, est un libraire, journaliste, romancier et psychiatre français.
C'est le créateur et fondateur de l'établissement  qui porte son nom, la Fondation Vallée, située à Gentilly dans le département du Val de Marne .

## Biographie
Hippolyte Vallée naît à Cherbourg d'un père gendarme. Après l'école primaire qu'il fréquente jusqu'à l'âge de treize ans il travaille durant une dizaine d'années aux travaux hydrauliques du port de Cherbourg.
Il écrit, avec son ami, l’écrivain et pédagogue Jean Fleury, une feuille locale, le Journal de Cherbourg et, en 1840, ils publient Cherbourg et ses environs, un volume de 500 pages.
Hippolyte Vallée quitte Cherbourg pour Paris. Il entre à Bicêtre en qualité de surveillant, le 21 novembre 1841 et, aux côtés d'Édouard Seguin découvre l'éducation des "enfants idiots". Hippolyte Vallée est nommé, après la révocation de Seguin, instituteur le 13 mars 1844 fonction qu'il exerce jusqu'au 1er janvier 1862.
En 1847 il achète  une maison, sur la hauteur de Gentilly, à partir de laquelle son institution fut fondée. La Fondation Vallée  existe toujours et reste affectée à cette fonction depuis que Vallée l’a léguée par testament au département de la Seine.
La fondation Vallée est l'un des plus grands et plus anciens établissements de soins de psychiatrie de l'enfant et de l'adolescent en France[réf. souhaitée].
Hippolyte Vallée est nommé conseiller municipal de Gentilly en 1863, puis maire, le  31 août 1865.